# Elizabeth Birch
Elizabeth Birch, née le 2 septembre 1956, est une avocate américaine et ancienne dirigeante d'entreprise. Elle a présidé le conseil d'administration de la National Gay and Lesbian Task Force (en) de 1992 à 1994. Elle a été directrice exécutive de la Human Rights Campaign, la plus grande organisation LGBT du pays, de janvier 1995 à janvier 2004.

## Biographie
Elizabeth Birch est née à Wright-Patterson Air Force Base à Dayton (Ohio), Ohio, en 1956. Son père était un officier de l'Aviation royale canadienne et elle a vécu dans de nombreuses bases de l'Aviation canadienne dans sa jeunesse. Au lycée, elle a rejoint Up with People, et a fait une tournée en Europe et en Afrique du Nord pendant un an. Elle est diplômée de l'Université d'Hawaï en 1980 et a obtenu un Juris Doctor à la faculté de droit de l'Université Santa Clara. Elle était avocate associée au cabinet d'avocats McCutchen, Doyle, Brown & Enersen (en) jusqu'à son arrivée chez Apple Computer en 1989. Elle a été directeur mondial des litiges pour Apple et avocat de sa filiale Claris jusqu'en 1995.
Elizabeth Birch a commencé son activité politique LGBT en tant que membre du Bay Area Municipal Elections Committee (BAYMEC), un comité d'action politique LGBT basé à San Jose , en Californie. Elle a été coprésidente de la National Gay and Lesbian Task Force (en).
Elizabeth Birch a rejoint la Human Rights Campaign (HRC) en tant que directeur exécutif en janvier 1995. Au cours des années, elle a considérablement augmenté sa taille à la fois en termes d'adhésion et de budget. Son approche marketing de l'organisation politique a provoqué des critiques selon lesquelles HRC établissait un programme grâce à son influence sur les sources de financement à l'exclusion des initiatives locales. En 2003, l'organisation a ouvert son siège social national à Washington, D.C.. Au cours de son mandat, un problème majeur est survenu lorsque le HRC a soutenu le sénateur de New York Alfonse D'Amato pour sa réélection en 1998, quand Chuck Schumer s'y est opposé. Elizabeth Birch a été directrice exécutive du HRC jusqu'en janvier 2004, date à laquelle elle a souhaité passer plus de temps avec sa partenaire, Hilary Rosen (en), et leurs enfants. Elle a rejoint la campagne présidentielle de Howard Dean en tant que conseillère principale. Elle est ensuite devenue conférencière professionnelle.
Sous le mandat d'Elizabeth Birch, le HRC s'est fermement opposé à l'inclusion des droits des transgenres en tant que priorité politique du HRC en excluant les organisations trans du processus décisionnel. Il a été allégué qu'Elizabeth Birch a déclaré que le HRC ne soutiendrait l'inclusion des droits des transgenres dans la loi sur la non-discrimination en matière d'emploi « qu'en piétinant son cadavre »,,,.
En 2000, elle est devenue la première dirigeante d'une organisation LGBT à s'adresser à une convention politique nationale lorsqu'elle a prononcé un discours aux heures de grande écoute à la Convention nationale démocrate.
En 2004, elle a fondé Birch & Company, une société de conseil, avec des bureaux à Washington, D.C. et à New York. Elle a dirigé la société de production de Rosie O'Donnell, KidRo Productions, Inc. et supervisé la Fondation O'Donnell, The For All Kids Foundation, jusqu'en 2007.
Elle a présenté un talk-show sur Here TV. Elle y a reçu Howard Dean, Pat Buchanan, Rosie O'Donnell et John Lewis.
Rosen est analyste sur MSNBC et a lancé le site Web social OurChart.com avec des partenaires commerciaux.

## Vie personnelle
Elizabeth Birch avait une relation avec Hilary Rosen (en), ancienne directrice générale de la Recording Industry Association of America. Elles ont adopté des jumeaux, un garçon et une fille, Anna et Jacob, au Texas. Le couple s'est séparé en 2006.

## Elizabeth Birch Equality Award
Black Tie Dinner (en), le plus grand organisme de collecte de fonds LGBT des États-Unis, décerne un prix annuel en son honneur appelé Elizabeth Birch Equality Award. Le prix est décerné chaque année à un individu, une organisation ou une entreprise qui a apporté une contribution significative de portée nationale à la communauté LGBT. Elizabeth Birch a été la première récipiendaire du prix en 2004. En 2009 elle a remis le prix à Judy Shepard. Le Black Tie Dinner a lieu chaque année à Dallas, Texas.